# Metaborborus calcaratus
Metaborborus calcaratus är en tvåvingeart som först beskrevs av Vanschuytbroeck 1948.  Metaborborus calcaratus ingår i släktet Metaborborus och familjen hoppflugor.
Artens utbredningsområde är Kongo. Inga underarter finns listade i Catalogue of Life.